# Arteria tiroidea inferiore
L'arteria tiroidea inferiore è un'arteria del collo.

## Decorso
Deriva dal tronco tireocervicale (che a sua volta è un ramo prossimale della succlavia) e si dirige posteriormente e verso l'alto, mantenendosi laterale ai processi trasversi delle vertebre cervicali, e decorrendo di fronte all'arteria vertebrale e al muscolo lungo del collo. Quindi gira medialmente dietro la guaina carotidea e il suo contenuto (vena giugulare interna, arteria carotide comune e nervo vago), e anche dietro il tronco simpatico (il ganglio cervicale medio rimane al di sopra del vaso).
L'arteria tiroidea inferiore, passa medialmente ed al davanti della trachea e una volta raggiunto il margine inferiore della ghiandola tiroidea, si divide in due rami, che forniscono le porzioni postero-inferiori della ghiandola, e si anastomizza con l'arteria tiroidea superiore, e con l'arteria corrispondente del lato opposto.

## Rami
I rami dell'arteria tiroidea inferiore sono l'arteria laringea inferiore, rami esofagei, rami tracheali, l'arteria cervice ascendente e rami faringei.
L'arteria laringea inferiore risale sulla trachea, verso la parte posteriore della laringe, coperta dal muscolo costrittore inferiore faringeo. È accompagnato dal nervo ricorrente e una volta penetrata nella laringe ne irrora i muscoli e la mucosa, anastomizzandosi con il ramo dal lato opposto e con il ramo laringeo superiore dell'arteria tiroidea superiore.
I rami tracheali dell'arteria tiroidea inferiore si distribuiscono alla trachea e si anastomizzano in basso con le arterie bronchiali.
I rami esofagei dell'arteria tiroidea inferiore forniscono la porzione cervicale dell'esofago e si anastomizzano con i rami esofagei dell'aorta.
L'arteria cervicale ascendente è un piccolo ramo che nasce dall'arteria tiroidea inferiore mentre quest'ultima passa dietro la guaina carotidea; questo ramo risale verso l'alto, medialmente rispetto al nervo frenico, appoggiandosi in un primo momento al muscolo scaleno anteriore, quindi decorrendo sui tubercoli anteriori dei processi trasversi delle vertebre cervicali nello spazio compreso tra il muscolo scaleno anteriore e il muscolo lungo della testa. L'arteria cervicale ascendente irrora con dei piccoli rami (rami muscolari) i muscoli del collo e questi vanno ad anastomizzarsi con altri rami provenienti dalle arterie vertebrali. Oltre ai rami muscolari l'arteria dà anche uno o due rami spinali che penetrano nel canale vertebrale, attraverso i forami intervertebrali e distribuendosi al midollo spinale e alle sue membrane, oltre che ai corpi delle vertebre. Infine il vaso si anastomizza con le arterie faringee ascendenti e le occipitali.
I rami faringei dell'arteria tiroidea inferiore irrorano la porzione inferiore della faringe.
I rami ghiandolari dell'arteria tiroidea inferiore sono piccoli rami che irrorano direttamente la ghiandola tiroidea. Viene distinto un ramo inferiore, diretto alla porzione infero-posteriore della tiroide, e un ramo posteriore che decorrendo lungo la zona posteriore della ghiandola, si viene poi ad anastomizzare con l'arteria tiroidea superiore.

## Varianti anatomiche e ricadute cliniche
La relazione tra il nervo laringeo ricorrente e l'arteria tiroidea inferiore è estremamente variabile. Il nervo laringeo ricorrente passa generalmente dietro l'arteria tiroidea inferiore, ma occasionalmente decorre sul davanti. Questa caratteristica anatomica rende il nervo laringeo ricorrente vulnerabile e lesionabile durante un intervento chirurgico che comporta la legatura dell'arteria tiroidea inferiore, ad esempio in caso di escissione del polo inferiore della tiroide. L'iniezione di un colorante nell'arteria tiroidea inferiore può essere utilizzata come metodo alternativo per identificare il nervo laringeo ricorrente ed evitarne una lesione accidentale in corso di tiroidectomia.
L'arteria tiroidea inferiore è pure esposta a possibilità di lesione in caso di tracheostomia d'emergenza.

## Ulteriori immagini

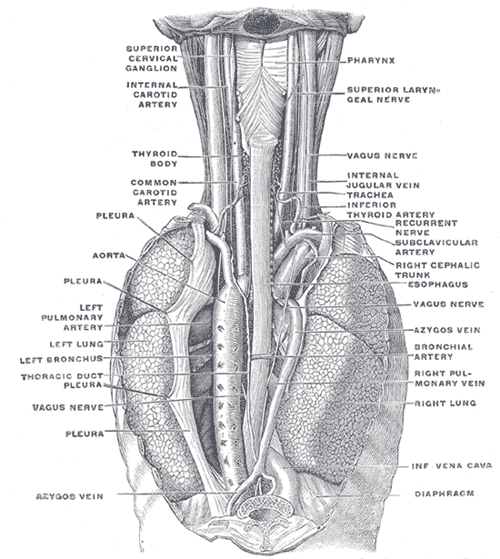
La posizione e la relazione dell'esofago con le altre strutture nella regione cervicale e nel mediastino posteriore. Visione posteriore. Sulla destra sono indicati l'arteria tiroidea inferiore e il nervo ricorrente.